# Škraping
Škraping, službenog naziva Škraping International Trekking Race je turističko-športska manifestacija, jedinstvena internacionalna treking utrka po oštrom otočkom kamenju i gustom raslinju te spada u vrste ekstremnih sportova i pustolovnih utrka. Ime škraping dolazi od riječi škrapa, koja označava pukotine u vapnenačkim stijenama koje su nastale zbog djelovanja vode, a najčešće se nalaze uz morsku obalu, no naziv može biti i za oblike dublje u kopnu. Škraping je nositelj oznake „Hrvatski otočni proizvod“.
Prilikom utrke natjecatelji prolaze zadanim kontrolnim točkama i pored atraktivnih lokaliteta otoka Pašman. Na taj način Škraping osim športskog poprima i turistički karakter - u smislu upoznavanja sadržaja otoka i turističke promidžbe Hrvatske kao destinacije za aktivni odmor. Također, posjetiteljima se nudi domaća gastronomska ponuda, kvalitetan smještaj i bogata ponuda uslužnih djelatnosti. U sklopu Škrapinga održava se i Sajam otočnih proizvoda.
Što se tiče športskog dijela Škraping je kombinacija penjanja, skakanja, trčanja, hodanja i snalaženja u prirodi. Škraping je vrlo zahtjevna disciplina, naporna je i traži veliki oprez, treba se uvlačiti u gudure, provlačiti kroz makiju, zaobilaziti ponore, svladavati britko stijenje, naći lokalne puteljke i sve to kroz najteže rute koje će im izabrati i označiti organizatori utrke.
Prvi Škraping održan je 2006. godine na otoku Pašmanu. Idejni začetnik i višegodišnji organizator utrke bio je Josip Tomić uz pomoć Udruge TRS i Općine Tkon.
Cilj organiziranja utrke je podignuti samopouzdanje i probuditi interes otočana za sport.
Škraping je poznat i po svojoj humanitarnoj noti. Naime, svake godine se dio novaca odvaja se za pomoć neke udruge, tako se doniralo Udruzi za obučavanje pasa vodiča slijepih i Caritasu Zadarske biskupije za pomoć djeci u Africi.
Cilj ovog projekta je organizacija turističkih događanja izvan glavne turističke sezone na otocima i podizanja ekološko-športske svijesti.
Od 2010. godine, udruga TRS pokreće novi događaj, pustolovinu Škarpina.
Mjesta održavanja do sada održanih Škrapinga:
- 2006. Otok Pašman (Voditelj projekta: Vlado Jureško; Sportski direktor: Josip Tomić)
- 2007. Šraping 007 - Otok Pašman (Voditelj projekta: Vlado Jureško; Sportski direktor: Josip Tomić)
- 2008. Škraping evolution - Otok Pašman (Voditelj projekta: Vlado Jureško; Direktor utrke: Jurica Rudić; Sportski direktor: Josip Tomić)
- 2009. Otok Ugljan (Voditelj projekta: Vlado Jureško; Direktor utrke: Jurica Rudić; Sportski direktor: Josip Tomić)
- 2010. Škraping Pašman Revival - Otok Pašman (Voditelj projekta: Robert Lukačić; Sportski direktor: Josip Tomić)
- 2011. Škraping Pašman Roots - Otok Pašman (Voditelj projekta: Robert Lukačić; Sportski direktor: Josip Tomić)
- 2012. Škraping Pašman 2012. - Otok Pašman (Voditelj projekta: Robert Lukačić; Sportski direktor: Josip Tomić; koordinator utrke: Nadia Varunek)
- 2013. Škraping New Age - Otok Pašman (Voditelj projekta: Robert Lukačić; Sportski direktor: Josip Tomić; koordinator utrke: Nadia Varunek)
- 2014. Škraping Tkon - Otok Pašman (Voditelj projekta: Robert Lukačić; Sportski direktor: Josip Tomić; koordinator utrke: Nadia Varunek)
- 2015. Škraping za 10! BE A HERO - Otok Pašman ( Voditelj projekta: Robert Lukačić; Sportski direktor: Stipe Božić; koordinator utrke: Nadia Varunek)
- 2016. Škraping Pirates - Otok Pašman (Voditelj projekta: Robert Lukačić; Sportski direktor: Stipe Božić; koordinator utrke: Nadia Varunek)
- 2017. Škraping Tkon - otok Pašman ((Voditelj projekta: Dino Smoljan; Sportski direktor: Stipe Božić; koordinator utrke: Jelena Ugrinić)

## Pregled izdanja
* uz glavnu utrku (~ maraton) organizira se nekoliko kraćih utrka (~ polumaraton, ~12 km, ~6 km)
| Broj država           | Broj * trkač(ic)a | Broj * trkač(ic)a | Izdanje | max duljina  | max duljina                  | max duljina                  | max duljina             | max duljina | max duljina | max duljina | max duljina          | max duljina         | max duljina         | polovična duljina | polovična duljina            | polovična duljina            | polovična duljina    | polovična duljina | polovična duljina | polovična duljina | polovična duljina    | polovična duljina | polovična duljina | Ref |
| --------------------- | ----------------- | ----------------- | ------- | ------------ | ---------------------------- | ---------------------------- | ----------------------- | ----------- | ----------- | ----------- | -------------------- | ------------------- | ------------------- | ----------------- | ---------------------------- | ---------------------------- | -------------------- | ----------------- | ----------------- | ----------------- | -------------------- | ----------------- | ----------------- | --- |
| Broj država           | Broj * trkač(ic)a | Broj * trkač(ic)a | Izdanje | Duljina [km] | Broj trkač(ic)a Start (Cilj) | Broj trkač(ic)a Start (Cilj) | Pobjednici              | Pobjednici  | Pobjednici  | UP          | Pobjednice           | Pobjednice          | Pobjednice          | Duljina [km]      | Broj trkač(ic)a Start (Cilj) | Broj trkač(ic)a Start (Cilj) | Pobjednici           | Pobjednici        | Pobjednici        | UP                | Pobjednice           | Pobjednice        | Pobjednice        | Ref |
| Broj država           | M+Ž               | Ž                 | Izdanje | Duljina [km] | M+Ž                          | Ž                            | Trkač                   | Vrijeme [h] | MP [min]    | UP          | Trkačica             | Vrijeme [h]         | MP [min]            | Duljina [km]      | M+Ž                          | Ž                            | Trkač                | Vrijeme [h]       | MP [min]          | UP                | Trkačica             | Vrijeme [h]       | MP [min]          | Ref |
| Lokacija: otok Pašman |                   |                   |         |              |                              |                              |                         |             |             |             |                      |                     |                     |                   |                              |                              |                      |                   |                   |                   |                      |                   |                   |     |
|                       |                   |                   | 2006.   |              |                              |                              | Ivan Ferenčak           |             |             | ž           | Ana Ješovnik         |                     |                     | —                 | —                            | —                            | —                    | —                 | —                 | —                 | —                    | —                 | —                 |     |
|                       |                   |                   | 2007.   | 43           |                              |                              | Silvo Rožmar            |             |             | ž           | Simona Trobec        |                     |                     | 20                |                              |                              | Andraž Hribar        |                   |                   | ž                 | Anica Hribar         |                   |                   |     |
|                       |                   |                   | 2008.   | 45           |                              |                              | Brane Brezovec          |             |             | ž           | Ana Ješovnik (2)     |                     |                     | 23                |                              |                              | Jerko Kovačić        |                   |                   | ž                 | Paula Kovač          |                   |                   |     |
| Lokacija: otok Ugljan |                   |                   |         |              |                              |                              |                         |             |             |             |                      |                     |                     |                   |                              |                              |                      |                   |                   |                   |                      |                   |                   |     |
|                       |                   |                   | 2009.   |              |                              |                              | Bojan Jevševar          |             |             | ž           | Anica Hribar (2)     |                     |                     |                   |                              |                              | Ivan Gobin           |                   |                   | ž                 | Eva Ocvirk           |                   |                   |     |
| Lokacija: otok Pašman |                   |                   |         |              |                              |                              |                         |             |             |             |                      |                     |                     |                   |                              |                              |                      |                   |                   |                   |                      |                   |                   |     |
|                       |                   |                   | 2010.   |              |                              |                              | Bojan Jevševar (2)      |             |             | ž           | Anica Hribar (3)     |                     |                     |                   |                              |                              | Peter Kumer          |                   |                   | ž                 | Tanja Poropat        |                   |                   |     |
|                       |                   |                   | 2011.   |              |                              |                              | Bojan Jevševar (3)      |             |             | ž           | Anica Hribar (4)     |                     |                     |                   |                              |                              | Andraž Hribar (2)    |                   |                   | ž                 | Inga Presker         |                   |                   |     |
|                       |                   |                   | 2012.   |              |                              |                              | Goran Vukelić           |             |             | ž           | Anica Hribar (5)     |                     |                     |                   |                              |                              | Juraj Tisanić        |                   |                   | ž                 | Neža Jurjavčič       |                   |                   |     |
|                       |                   |                   | 2013.   |              |                              |                              | Dragomir Čović          |             |             | ž           | Tadeja Krušec        |                     |                     |                   |                              |                              | Jure Močivnik        |                   |                   | ž                 | Nikolina Jakovljević |                   |                   |     |
|                       |                   |                   | 2014.   |              |                              |                              | Ante Pešić              |             |             | ž           | Nada Bilobrk         |                     |                     |                   |                              |                              | Peter Kumel (2)      |                   |                   | ž                 | Lea Oblak            |                   |                   |     |
|                       |                   |                   | 2015.   |              |                              |                              | Ante Pešić (2)          |             |             | ž           | Jelena Tomić         |                     |                     |                   |                              |                              | Ivan Želalić         |                   |                   | ž                 | Ana Miočić           |                   |                   |     |
|                       |                   |                   | 2016.   |              |                              |                              | Ante Pešić (3)          |             |             | ž           | Jelena Brezak        |                     |                     |                   |                              |                              | Stipe Jerončić       |                   |                   | ž                 | Marjana Bačelić      |                   |                   |     |
|                       |                   |                   | 2017.   |              |                              |                              | Daniel Krstulović Opara |             |             | ž           | Sanja Mladenović     |                     |                     |                   |                              |                              | Josip Barić          |                   |                   | ž                 | Tamara Ravnak        |                   |                   |     |
|                       |                   |                   | 2018.   | 45           | 25 (10)                      | 3 (0)                        | Ante Pešić (4)          |             |             | ž           | niti jedna završila  | niti jedna završila | niti jedna završila | 25                |                              |                              | Dragomir Čović (2)   |                   |                   | ž                 | Maja Blašković       |                   |                   |     |
|                       |                   |                   | 2019.   | 45           |                              |                              | Ante Pešić (5)          |             |             | ž           | Janja Oblak          |                     |                     | 25                |                              |                              | Hrvoje Kedžo         |                   |                   | ž                 | Tamara Ravnak (2)    |                   |                   |     |
|                       |                   |                   | 2020.   |              |                              |                              | Nepoznata kratica »«    |             |             | ž           | Nepoznata kratica »« |                     |                     |                   |                              |                              | Nepoznata kratica »« |                   |                   | ž                 | Nepoznata kratica »« |                   |                   |     |

Statistika (2019.)
|   | Trkač(ica)     | Pobjede | Pobjede | Pobjede | Pobjede |
| Σ | Trkač(ica)     | max     | ½       |         |         |
| - | -------------- | ------- | ------- | ------- | ------- |
| M | Dragomir Čović | 2       | 1       | 1       |         |
| M | Andraž Hribar  | 2       | 0       | 2       |         |
| Ž | Anica Hribar   | 5       | 4       | 1       |         |
| Ž | Ana Ješovnik   | 2       | 2       | 0       |         |
| M | Bojan Jevševar | 3       | 3       | 0       |         |
| M | Peter Kumer    | 2       | 0       | 2       |         |
| M | Ante Pešić     | 5       | 5       | 0       |         |
| Ž | Tamara Ravnak  | 2       | 0       | 2       |         |

## Vanjske poveznice
- Škraping službene stranice
- Škarpina službene stranice  Arhivirana inačica izvorne stranice od 24. rujna 2020. (Wayback Machine)
- Otok Pašman  Arhivirana inačica izvorne stranice od 7. kolovoza 2019. (Wayback Machine)
- Otok Ugljan  Arhivirana inačica izvorne stranice od 26. prosinca 2012. (Wayback Machine)
- Škrapa

1. 1 2  Arhivirana kopija. Inačica izvorne stranice arhivirana 20. rujna 2020. Pristupljeno 15. travnja 2019. journal zahtijeva |journal= (pomoć)CS1 održavanje: arhivirana kopija u naslovu (link)
2. ↑  Povijest Škrapinga. Škraping Tkon, otok Pašman 2025. Pristupljeno 21. veljače 2025.